# 祖安
祖安（そあん）はマレーシアの漫画家。
1990年に『Mat Gempak』でデビュー、その後平方集団の漫画監督に就任、現在は児童文学書籍の編集に力を入れている。また中華人民共和国の雑誌である『炫漫画極限』の海外漫画顧問を務めるなど。中国漫画家との国際交流活動にも尽力している。

## 作品
- 『Mat Gempak』